# تاكانوري نونوب
تاكانوري نونوب (باليابانية: 布部 陽功) (23 سبتمبر 1973 في أوساكا في اليابان – )؛ هو لاعب كرة قدم ياباني سابق كان يلعب كلاعب وسط.

## وصلات خارجية
- تاكانوري نونوب على موقع رابطة كرة القدم اليابانية للمحترفين (اليابانية)
- تاكانوري نونوب على موقع قاعدة بيانات كرة القدم.إي يو (الإنجليزية)
- تاكانوري نونوب على موقع Soccerway.com (الإنجليزية)
- تاكانوري نونوب على موقع عالم كرة القدم.نت (الإنجليزية)